# Distrikt Omas

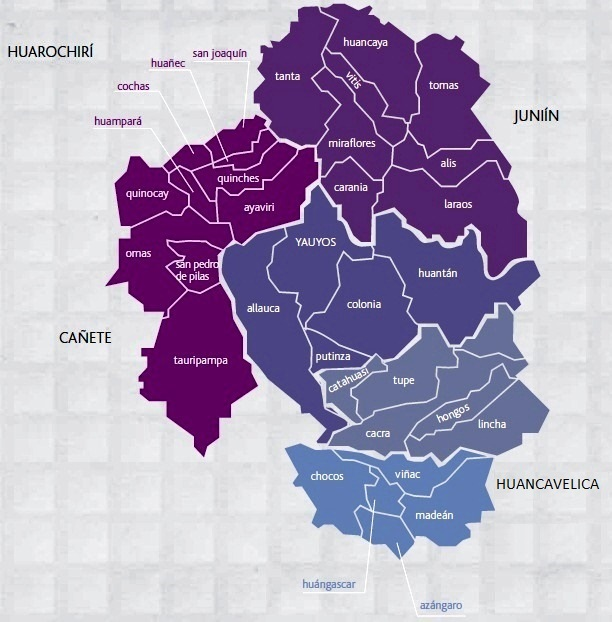
Karte der Provinz Yauyos

Der Distrikt Omas liegt in der Provinz Yauyos in der Region Lima im zentralen Westen von Peru. Der Distrikt wurde im Jahr 1825 gegründet. Er besitzt eine Fläche von 295 km². Beim Zensus 2017 wurden 664 Einwohner gezählt. Im Jahr 1993 lag die Einwohnerzahl bei 757, im Jahr 2007 bei 656. Sitz der Distriktverwaltung ist die 1539 m hoch gelegene Ortschaft Omas mit 314 Einwohnern (Stand 2017). Omas befindet sich 40 km westlich der Provinzhauptstadt Yauyos.

## Geographische Lage
Der Distrikt Omas befindet sich in der peruanischen Westkordillere im äußersten Westen der Provinz Yauyos. Der Río Omas hat sein Quellgebiet im Distrikt und entwässert das Areal nach Südwesten zum Pazifischen Ozean.
Der Distrikt Omas grenzt im Südwesten und im Westen an die Distrikte Coayllo und Calango (beide in der Provinz Cañete), im Norden an die Distrikte Quinocay und Huampara, im Nordosten an die Distrikte Ayaviri und Allauca, im Osten an den Distrikt San Pedro de Pilas sowie im Südosten an den Distrikt Tauripampa.